# Prostoma canadiensis
Prostoma canadiensis is een snoerwormensoort. De wetenschappelijke naam van de soort is voor het eerst geldig gepubliceerd in 1978 door Gibson & Moore.